# Охана, Михаэль
Михаэль Охана (англ. Michael Ohana, ивр. מיכאל אוחנה‎) — израильский футболист, выступающий за клуб «Хапоэль» Беэр-Шева.

## Биография
Михаэль Охана родился 4 октября 1995 года в Иерусалиме в семье репатриантов из Марокко.

### Клубная карьера
С 2012 год по 2016 год Охана играл за «Ашдод». В первом и втором дивизионах Израиля он сыграл за клуб 77 матчей, забил 3 гола.
В сентябре 2016 года Охана перешёл в команду «Хапоэль» (Беэр-Шева), с которой заключил контракт на пять лет. Сумма трансфера составила 4,5 млн шекелей, кроме того, Ашдод получит 50 % от суммы, вырученной в случае последующей продажи Оханы. Из-за того, что переход игрока состоялся после периода заявок команд на еврокубки, Михаэль не мог выступать за «Хапоэль» в групповом турнире Лиги Европы. Охана дебютировал в Лиге Европы только 16 феврале 2017 года, когда вышел на замену в матче плей-офф с «Бешикташем». В своём первом сезоне в «Хапоэле» Михаэль помог команде выиграть чемпионат Израиля.

### Выступления за сборную
В 2010—2011 годах Охана играл за юношескую сборную Израиля среди игроков до 17 лет, участвовал в 4 матчах, забил 2 гола. В 2013—2014 годах играл за юношескую сборную Израиля среди игроков до 19 лет, участвовал в 9 матчах, забил 4 гола. С 2015 года играет за молодёжную сборную Израиля, участвовал в 5 матчах, забил 3 гола. В ноябре 2016 года Охана был приглашён в национальную сборную Израиля, он провёл на скамейке запасных матч отборочного турнира к чемпионату мира 2018 года против сборной Албании.